# سوسک راه‌راه خیار
سوسک راه راه خیار (نام علمی: Acalymma vittatum) از راسته قاب‌بالان و از تیره  سوسک برگ می‌باشد. این سوسک یک آفت جدی برای خانواده کدوییان بشمار می رود. این سوسک  به نام سوسک مخطط خیار نیز شهرت دارد. 